# Разведка (Остаться в живых)
Разведка (англ. Recon) — восьмая серия шестого сезона и сто одиннадцатая серия в общем счёте телесериала «Остаться в живых». Центральным персонажем серии стал Сойер. Премьера в США состоялась 16 марта 2010 года на канале ABC. В России была показана на Первом канале 21 марта 2010 года.

## Сюжет

### Альтернативная реальность
Сойер просыпается в постели с девушкой по имени Ава. Она напоминает ему о назначенной в девять встрече. Одеваясь, Джеймс роняет кейс, из которого вываливаются деньги. Он говорит, что хочет вложить эти деньги в дело. Ава наводит на него пистолет и говорит, что ей хорошо известна афера с кейсом, поскольку она сама замужем за мошенником. Джеймс говорит ей, что она полная идиотка: комната прослушивается, дом окружён копами. Полицейским нужен муж Авы, и Джеймс предлагает ей отнести мужу кейс с жучком. Ава не верит ему, Джеймс говорит кодовое слово «ЛаФлёр» и в комнату врывается отряд полицейских во главе с Майлзом. Майлз кидает Джеймсу жетон управления полиции Лос-Анджелеса и называет его своим напарником.
В полицейском участке детектив Джеймс Форд звонит мужчинам c именем Энтони Купер (из-за него погибли родители Джеймса, также Купер является отцом Джона Лока). К Сойеру подходит Майлз и спрашивает, кто такой Энтони Купер. На вопрос Майлза он отвечает, что Купер — его старый приятель, обещавший билеты на баскетбол. Майлз напоминает, что у Джеймса назначено свидание с коллегой отца Майлза из музея. Когда Джеймс пытается отвертеться, Майлз просит прекратить ему врать. Джеймс говорит, что ему незачем врать.
Девушкой, с которой встречается Джеймс, оказывается Шарлотта Льюис. Ночью они занимаются сексом. После секса она просит Джеймса одолжить футболку и в комоде находит папку с надписью «Сойер», из которой выпадает фото семейной пары и их ребёнка. В папке она видит вырезку из газеты, в которой говорится, что мужчина убил себя и свою жену, а их девятилетний сын выжил. Фото в заметке идентично выпавшей фотографии. С кухни возвращается Джеймс, видит папку и в ярости велит Шарлотте убираться вон. Позднее Джеймс просит у неё прощения, но она с ним не хочет говорить.
Потом Джеймс Форд рассказывает Майлзу о родителях и аферисте и о том, какой у него был выбор. После в их машину врезается преступница Кейт Остин, которую они ловят.

### 2007 год
Человек в Чёрном поручает Сойеру отправиться на остров, где находится станция "Гидра" и разведать местность, потому что он хочет улететь с острова на самолёте, который посадил там Фрэнк Лапидус.
Во время привала Клер нападает на Кейт. Кейт просит Саида о помощи, но тот не реагирует. Её спасает лже-Локк - он оттаскивает Клер и даёт ей пощёчину, говоря, что её поведение непозволительно.
Джеймс добирается до острова и находит самолёт, а недалеко от него видит трупы его пассажиров (пока неизвестно, кто их убил). Вдруг он видит бегущую девушку в джунглях, ловит её и узнаёт, что её зовут Зоуи и она единственный выживший из пассажиров рейса 316. Сойер спрашивает, кто их убил, на что Зоуи отвечает, что не знает. Сойер говорит, что заберёт её с собой к Человеку в Чёрном, однако, когда они идут по пляжу, он замечает странное поведение Зоуи и наставляет на неё пистолет. Но тут из кустов выскакивают люди с оружием и отводят его к своему лидеру. Лидером оказывается Чарльз Уидмор, который приплыл на остров в прошлой серии. Они заключают сделку: Сойер приводит к Уидмору Человека в Чёрном, а Чарльз увозит его с острова.
Вернувшись обратно на большой остров, Сойер рассказывает обо всём Человеку в Чёрном, а также говорит о сделке с Уидмором. Последний благодарит Джеймса за его преданность. Позже ночью Сойер говорит с Кейт. Он также рассказывает ей всё, и она спрашивает, почему он на стороне ЛжеЛокка, на что Сойер отвечает, что он сам по себе и позже добавляет, что подождёт, пока Чарльз Уидмор и Человек в Чёрном встретятся и перебьют друг друга, и они с Кейт уедут с острова. Кейт спрашивает, на чём они уедут. Сойер отвечает: «На подводной лодке».